# 瓦朗谢讷有轨电车2号线
瓦朗谢讷有轨电车2号线（法語：Ligne 2 du tramway de Valenciennes），商业名称为"T2线"，是法国北部城市瓦朗谢讷的一条有轨电车线路，全长约23公里，于2014年2月开通。

## 历史

### 起源
早在1992年，瓦朗谢讷市际公共交通工会（法語：Syndicat Intercommunal des Transports Urbains de Valenciennes，简称）提出了有轨电车修建计划。2006年，瓦朗谢讷有轨电车1号线建成，并在市区内预留了两处道岔以方便未来线路网的扩张。
2008年，因财政问题，SITURV曾计划修建橡胶导轨电车来代替有轨电车2号线以减少开支，这一计划被命名为""，但鉴于此前法国境内的南锡导轨电车及卡昂导轨电车在运营过程中出现了大量的问题，最终Valway方案被否定。

### 名称
瓦朗谢讷有轨电车2号线是瓦朗谢讷的第二条有轨电车线路，其工程名称为"瓦朗谢讷有轨电车B线"。

### 路线
瓦朗谢讷有轨电车2号线最初的规划走向为"旧孔代—埃斯科蓬—瓦朗谢讷（和T1线共线约2公里+新建3站）—圣索尔沃—奥南—克雷斯潘"，由北向南进入瓦朗谢讷市区，再转向东北，全程呈"L"型，长29.7公里，设27个站，其中2站与1号线共用。2012年2月，因瓦朗谢讷市区内交通状况恶化，瓦朗谢讷市区内的3个新增站点暂时搁浅。2013年，因财政原因以及圣索尔沃市长塞西尔·加莱女士的反对，2号线瓦朗谢讷以东的路段放弃修建；而彼时，瓦朗谢讷以北的路段已基本修建完毕。最终，确定了2号线和1号线在雅各布桥（Pont Jacob）以南的路段完全共线。

### 建成
经过28个月的施工，瓦朗谢讷有轨电车2号线于2014年2月24日正式开通，其官方名称为"T2线"，而原有的"瓦朗谢讷有轨电车A线"则更名为"T1线"。彼时，负责管理的SITURV也更名为SIMOUV。

## 造价
2号线的总造价约为1.24亿欧元，比最初的预算多了0.21亿欧元，其中约一半为国家直接补贴。由于其大部分路段为单线铁路，2号线新建路段的平均每公里造价为800万欧元，仅为法国本土平均造价（1300~2000万欧元）的一半。

## 运营
瓦朗谢讷有轨电车2号线使用阿尔斯通 Citadis 302型电车，和1号线相同。整个瓦朗谢讷有轨电车路网共有30辆列车，每列列车可装载最多295人（其中48人有座位。不考虑轮椅、自行车、婴儿车及大件物品），平均旅速为30km/h。

## 客流量
2号线新建路段的工作日客流量预计为1.6万人次/天。

## 站点设置
| 瓦朗谢讷有轨电车2号线线路表 |        |                  |                  |                                                 |
| 车站名称                    | 里程   | 站台类型         | 所在市镇         | 可换乘线路                                      |
| 大学                        | 0m     | 双侧式站台       | 法马尔斯         | T1线、公交103路、104路、333路、420路            |
| 莫里亚梅研究所              | 520m   | 双侧式站台       | 法马尔斯         | T1线                                            |
| 蒙乌伊新校区                | 980m   | 岛式站台         | 欧努瓦莱瓦朗谢讷 | T1线                                            |
| 绿道                        | 1255m  | 双侧式站台       | 欧努瓦莱瓦朗谢讷 | T1线、公交S1路                                  |
| 朱尔骑士                    | 1830m  | 双侧式站台       | 欧努瓦莱瓦朗谢讷 | T1线                                            |
| 小砖                        | 2540m  | 双侧式站台       | 马尔利           | T1线                                            |
| 孚日                        | 2980m  | 岛式站台         | 瓦朗谢讷         | T1线、公交S1路                                  |
| 南热塞                      | 3760m  | 双侧式站台       | 瓦朗谢讷         | T1线                                            |
| 圣卡特琳                    | 4510m  | 双侧式站台       | 瓦朗谢讷         | T1线、公交110路                                 |
| 巴黎门                      | 4725m  | 双侧式站台       | 瓦朗谢讷         | T1线、公交110路                                 |
| 副省政府                    | 5130m  | 双侧式站台       | 瓦朗谢讷         | T1线                                            |
| 市政厅                      | 5430m  | 分离式双侧式站台 | 瓦朗谢讷         | T1线                                            |
| 克莱蒙梭                    | 5800m  | 双侧式站台       | 瓦朗谢讷         | T1线                                            |
| 火车站                      | 6250m  | 双侧式站台       | 瓦朗谢讷         | T1线、公交5路、6路、30路、100路、103路 TGV、TER |
| 雅各布桥                    | 6725m  | 岛式站台         | 瓦朗谢讷         | T1线                                            |
| 安德烈·帕朗                 | 7385m  | 岛式站台         | 瓦朗谢讷/昂赞    |                                                 |
| 会议中心                    | 7975m  | 单侧式站台       | 昂赞             | 公交2路                                         |
| 昂赞尾矿场                  | 8400m  | 岛式站台         | 昂赞             |                                                 |
| 布勒斯·博尔讷               | 9190m  | 岛式站台         | 昂赞             |                                                 |
| 布律埃桥                    | 9820m  | 单侧式站台       | 埃斯科河畔布律埃 |                                                 |
| 巷道                        | 10290m | 岛式站台         | 埃斯科河畔布律埃 |                                                 |
| 布律埃广场                  | 10840m | 单侧式站台       | 埃斯科河畔布律埃 | 公交S1路、S2路                                  |
| 果园                        | 11665m | 单侧式站台       | 埃斯科河畔布律埃 |                                                 |
| 高田                        | 12155m | 岛式站台         | 埃斯科河畔布律埃 |                                                 |
| 梯也尔                      | 12790m | 单侧式站台       | 埃斯科河畔布律埃 |                                                 |
| 布吕讷欧                    | 13485m | 岛式站台         | 埃斯科蓬         |                                                 |
| 多功能厅                    | 14055m | 单侧式站台       | 埃斯科蓬         |                                                 |
| 埃斯科蓬广场                | 14615m | 岛式站台         | 埃斯科蓬         |                                                 |
| 弗雷讷市政府                | 16245m | 岛式站台         | 埃斯科河畔弗雷讷 | 公交6路                                         |
| 卡诺                        | 16845m | 单侧式站台       | 埃斯科河畔弗雷讷 |                                                 |
| 孔代-市政厅                 | 18350m | 双侧式站台       | 埃斯科河畔孔代   | 公交100路、109路、133路                         |
| 转门                        | 19405m | 单侧式站台       | 埃斯科河畔孔代   |                                                 |
| 马库村                      | 20185m | 岛式站台         | 埃斯科河畔孔代   | 公交14路                                        |
| 孔代地区高级中学            | 22175m | 单侧式站台       | 埃斯科河畔孔代   | 公交100路、109路、133路                         |
| 勒布隆                      | 23000m | 岛式站台         | 旧孔代           | 公交14路、100路、109路                          |
| 1. 2. 3.                    |        |                  |                  |                                                 |

## 争议

### 单线铁路
除了1号线和2号线的共用路段外，2号线北段的大部分路段都是单线，这在法国境内尚属首例。官方曾解释为"此路段窄小"，但事实上这一路段所占用的诺尔省省道D935E线平均宽度在10米以上，理论上可以同时容纳普通道路和复线轨道。事实上，即便是仅铺设有轨电车轨道，其表面在经过硬化处理后仍可供普通车辆行驶。因此，"路段窄小"并不是单线铁路的充分理由。
单线铁路或许减少了建设成本和工期，但却为后期的运营造成了诸多不便：
- 由于单线铁路无法在正线上完成会车，因此对向列车需要在复线路段（一般为设有岛式站台的车站）进行待避。此举造成了列车频率降低和平均旅速的下降。根据2017年12月4日的时刻表，瓦朗谢讷有轨电车2号线在早上高峰期的平均间隔在23分钟左右[5]，远不及1号线（约13分钟[6]）；而在雅各布桥和勒布隆站之间约15.5公里的路段平均花费时间为45分钟，即商业旅速约为20.8km/h，仅为瓦朗谢讷有轨电车平均旅速（30km/h）的三分之二。两者使得瓦朗谢讷有轨电车2号线的运力非常紧张，尤其是在高峰期。具有讽刺意味的是，瓦朗谢讷城市公共交通下属的公交100路快线在工作日每天早上有两班车从勒布隆开往瓦朗谢讷火车站（经省道D935线），仅需25分钟[7]，比同路程的2号线快了1倍。
- 单线铁路的转辙器需要不停的工作，增加了其磨损，减短了其寿命。
- 一旦列车故障或发生事故，整个线路将完全瘫痪。

### 配套公交路网
在2号线雅各布桥以北的路段，除了最北边的旧孔代和埃斯科河畔孔代两个市镇境内的五个车站有14路及多条郊区线路接驳外，其余将近10公里的路段上的15个车站中仅有3个车站可以换乘共计4条公共汽车线路，这一比例几乎创下了法国最低记录。配套公交线路网的欠缺加重了2号线的压力。事实上，在2号线通车以前，连接旧孔代和瓦朗谢讷市区的14路公交车曾为整个瓦朗谢讷城市公共交通当中最繁忙的公交线路。

### 共用车辆所
瓦朗谢讷有轨电车2号线与1号线共用圣瓦（法語：Saint-Vaast）车辆所。由于圣瓦并不在2号线的正线上，因此2号线的首末班列车需空载运行很长一段距离，造成了一定程度的资源浪费。

### 东段
瓦朗谢讷有轨电车2号线东段的建设放弃后，圣索尔沃市长曾承诺会修建大容量公交车满足通勤需要，并于2015年左右投入运营，但这一计划至今未能实现。

### 市政厅站取消
2017年6月1日起，因安全原因，原有的"市政厅站（法語：Hôtel de Ville）"取消停靠。此举造成了乘客出行不便，也使得周边地区的商业受到一定影响。

## 计划
SITURV预计远期重启2号线东段计划，并可能延伸至比利时境内。而北段也可能再延长几百米进入旧孔代市中心，并新增1站。